# Нина Ванна
Нина Ванна (англ. Nina Vanna; псевдоним, наст. имя Нина Евгеньевна Языкова; 27 сентября 1899, Минск, Российская империя — 8 ноября 1953, Баттл, Великобритания) — британская киноактриса русского происхождения, снявшаяся в ряде европейских немых фильмах 1920-х годов.

## Биография
Родилась в 1899 году в Минске, Минская губерния, Российская империя, урождённая Нина Евгеньевна Языкова, сестра художника Бориса Языкова.
Воспитанница Ксенинского института благородных девиц в Санкт-Петербурге.
Во время Революции 1917 года вместе с матерью семнадцатилетняя Нина бежала из столицы на Кавказ, в Батуми, где вначале работала официанткой, а затем, хорошо владевшая английским языком, получила место переводчицы в штабе английского оккупационного отряда. Вышла замуж за английского офицера и в начале 1920-х годов оказалась в Лондоне, где муж демобилизовавшись работал банковским клерком.
В 1923—1930 годах, начала свою кинокарьеру в Англии под сценическим псевдонимом Нина Ванна, сразу в главных ролях, сыграла в 25 фильмах Франции, Германии и Австрии, у таких режиссёров Адриан Брунель, Морис Элви, Густав Учицки.
В 1937 году, после длительной паузы, последовал её первый и последний звуковой фильм «Шоу продолжается».
Трижды была замужем, первый раз за Робертом Киндом, с которым развелась, второй раз за кинорежиссёром Эриком Хакимом, с которым также развелась, и, третий раз — с 1946 года до своей смерти была замужем за коммерсантом и коллекционером произведений искусства Питером Проватором.
В 1933 в Париже в галерее Bernheim-Jeunе организовала посмертную выставку работ своего брата.
Умерла в 1953 году в Банстеде, графство Суррей, Великобритания.
Похоронена под фамилией Проваторова (Provatoroff) на Бромптонском кладбище в Лондоне.

## Оценки
Режиссёр Адриан Брунель, открывший её как актрису, и сначала боявшийся брать её на роль, писал о её поразительной работоспособности и самоотдаче исполнению роли — за первые годы Гражданской войны и эмиграции она привыкла к трудностям и труду, и была готова работать на полную:

Нина не только нуждалась в деньгах, но, благодаря революции, отнявшей у неё многое, ей приходилось работать, и ей это нравилось. … И вот Нину выбрали, и она счастливо расцвела на наших глазах. С тех пор её жизнь, возможно, не всегда была такой счастливой, но каким-то образом она продолжала расцветать, и в последние годы я видел её ещё более красивой, чем когда она впервые предстала перед нами.Оригинальный текст (англ.)Nina not only needed money, but, thanks to the Revolution that had taken much from her, she had had to work, and she liked it. … And so Nina was chosen and she blossomed happily under our eyes . Her life may not always have been so happy since, but somehow she has gone on blossoming and of recent years I have seen her looking even more beautiful than she was when she first appeared before us.— Nice Work: The Story of Thirty Years in British Film Production / Adrian Brunel. — Forbes Robertson, 1949. — 217 p. — page 93
Английской критикой вершиной игры актрисы считается исполнение роли в фильме «Человек без страсти»:

Нина Ванна, русская актриса поразительной красоты, никогда не оправдала обещания, показанного в «Человеке без страсти», и исчезла с экрана через год или два после появления в паре с Новелло в «Триумфе крысы».Оригинальный текст (англ.)Nina Vanna, a Russian actress of striking beauty, never lived up to the promise shown in The Man Without Desire, and disappeared from the screen a year or two later after appearing opposite Novello in Gainsborough ' s The Triumph of the Rat.— Peter Noble — Ivor Novello: Man of the Theatre. — Falcon Press, 1951. — 306 p. — page 104

## Избранная фильмография
- 1923, Англия — Лукреция Борджиа, или игрушка власти / Lucrezia Borgia; Or, Plaything of Power — Лукреция Борджиа
- 1923, Англия — Леди Джейн Грей, или двор интриг / Lady Jane Grey, or The Court of Intrigue — Джейн Грей
- 1923, Англия — Человек без страсти / The Man Without Desire — Леонора / Женевьева
- 1925, Франция — Грациелла / Graziella — 'Грациелла
- 1926, Англия — Триумф крысы / The Triumph of the Rat — Маделина де ЛеОрме
- 1926, Германия — Трое часов с кукушками / Die drei Kuckucksuhren — Мэри Дэвидс
- 1927, Германия — Мужчины до брака / Männer vor der Ehe — Хильда
- 1927, Австрия — Кафе Электрик / Café Elektric — Хэнси
- 1937, Англия — Шоу продолжается / The Show Goes On — Манианна